# Episodi di Feud (seconda stagione)
La seconda stagione della serie televisiva Feud, intitolata Feud: Capote vs. The Swans e composta da otto episodi, è stata trasmessa in prima visione assoluta sul canale statunitense FX dal 31 gennaio al 13 marzo 2024. Il giorno seguente alla messa in onda, gli episodi sono stati caricati sulla piattaforma streaming Hulu. La stagione è basata sul libro Capote's Women: A True Story of Love, Betrayal, and a Swan Song for an Era di Laurence Leamer.
In Italia, la stagione è stata pubblicata interamente sulla piattaforma streaming Disney+ il 15 maggio 2024.
Il cast principale di questa seconda stagione è composto da Naomi Watts, Diane Lane, Chloë Sevigny, Calista Flockhart, Demi Moore, Molly Ringwald, Treat Williams, Joe Mantello, Russell Tovey, Tom Hollander.
| nº | Titolo originale                    | Titolo italiano                        | Prima TV USA     | Pubblicazione Italia |
| -- | ----------------------------------- | -------------------------------------- | ---------------- | -------------------- |
| 1  | Pilot                               | Pilota                                 | 31 gennaio 2024  | 15 maggio 2024       |
| 2  | Ice Water in Their Veins            | Acqua gelata nelle vene                | 31 gennaio 2024  | 15 maggio 2024       |
| 3  | Masquerade 1966                     | Il ballo in maschera 1966              | 7 febbraio 2024  | 15 maggio 2024       |
| 4  | It's Impossible                     | È impossibile                          | 14 febbraio 2024 | 15 maggio 2024       |
| 5  | The Secret Inner Lives of Swans     | La vita intima segreta dei cigni       | 21 febbraio 2024 | 15 maggio 2024       |
| 6  | Hats, Gloves and Effete Homosexuals | Cappelli, guanti e omosessuali leziosi | 28 febbraio 2024 | 15 maggio 2024       |
| 7  | Beautiful Babe                      | Bellissima Babe                        | 6 marzo 2024     | 15 maggio 2024       |
| 8  | Phantasm Forgiveness                | Il perdono del fantasma                | 13 marzo 2024    | 15 maggio 2024       |

## Pilota
- Titolo originale: Pilot
- Diretto da: Gus Van Sant
- Scritto da: Jon Robin Baitz

### Trama
1968: Truman Capote si reca dall'amica Babe Paley la quale gli racconta in lacrime che il marito, Bill, la sta ancora tradendo e che vuole divorziare da lui. Truman le consiglia di non farlo e, invece, di continuare a vivere col marito senza dire niente a nessuno.
1955: Truman conosce Babe e Bill sul loro aereo privato diretto in Giamaica. A cena con la coppia e altri ospiti, lo scrittore racconta di come Ann Woodward abbia ucciso il marito e l'abbia fatta franca sostenendo che pensava di aver visto un ladro in casa. Dopodiché, aggiunge che vorrebbe scrivere un romanzo su questa storia. Rimasta affascinata dall'eloquio di Capote, Babe decide di diventare sua amica e si apre con lui.
1975: Capote discute con Jack Dunphy che lo pone di fronte all'amara verità: il suo blocco dello scrittore è dato dall'alcolismo. Ubriaco, lo scrittore si reca in un bagno turco dove incontra per la prima volta John O'Shea col quale ha un rapporto sessuale. Qualche tempo dopo, Truman presenta John a tre dei suoi "cigni": Babe, Slim Keith e C. Z. Guest. Mentre sono al ristorante, Capote nota che Ann Woodward lo sta fissando da lontano. Ad un certo punto, la donna decide di approcciare lo scrittore e si confronta con lui, dicendo che le cose che sta scrivendo su di lei sono false e che da un vecchio amico non se le sarebbe aspettate. Lui risponde che se l'è presa perché lei gli avrebbe dato del finocchio. La lite si infiamma e Ann rovescia un bicchiere d'acqua addosso allo scrittore. Di ritorno dal pranzo, John suggerisce a Truman di scrivere proprio ciò che è successo a tavola: oltre a quello, i segreti delle amiche vengono pubblicati sulla rivista Esquire. Il giorno stesso, Babe e Slim si ritrovano a pranzo e quest'ultima rivela all'amica che Ann si è suicidata a causa dell'articolo. In seguito, le due decidono di allearsi per fargliela pagare.
- Guest star: Rebecca Creskoff (Happy Rockefeller), Roya Shanks (Louisa Firth).
- Ascolti USA: telespettatori 461 000 – rating 18-49 anni 0,07%[3]

## Acqua gelata nelle vene
- Titolo originale: Ice Water in Their Veins
- Diretto da: Gus Van Sant
- Scritto da: Jon Robin Baitz

### Trama
Dopo essere stato ostracizzato dal gruppo, Capote ha difficoltà a portare avanti il suo impegno nel film Invito a cena con delitto. Al senso di colpa che prova nell'aver tradito le amiche, si unisce il suo alcolismo. Dopo le ripetute chiamate senza risposta a Babe, Truman decide di liberarsi dell'alcol. Nel frattempo, Babe sta combattendo contro il cancro; sente che non le resta più tanto tempo da vivere e vorrebbe riallacciare i rapporti con lo scrittore, ma Slim la convince a non farlo.
Qualche tempo dopo, Truman e C. Z. sono a pranzo insieme e quest'ultima gli chiede spiegazioni. Alla fine lo scrittore riesce a impietosire C. Z. e a fare in modo che interceda con Babe per riallacciare i rapporti. Sfortunatamente, nel mentre compare Lee Radziwill la quale riferisce a Slim dell'incontro. Quest'ultima si precipita a casa di C. Z. per riportarla sulla buona strada.
Nel frattempo, Jack cerca di convincere Babe a parlare con Truman, ma non ci riesce. Il giorno del Ringraziamento, i "cigni" sono tutti riuniti insieme mentre Truman lo passa da Joanne Carson con John il quale, al culmine di una lite, picchia lo scrittore.
- Guest star: Jessica Lange (Lillie Mae Faulk).
- Ascolti USA: telespettatori 263 000 – rating 18-49 anni 0,04%[3]

## Il ballo in maschera 1966
- Titolo originale: Masquerade 1966
- Diretto da: Gus Van Sant
- Scritto da: Jon Robin Baitz

### Trama
In un documentario del 1966, Capote decide di voler filmare i preparativi per un ballo in maschera. Nonostante abbia chiesto più volte di non mostrare i suoi problemi privati in video, la troupe continua a filmare. Sullo sfondo, Capote afferma di invitare un ospite speciale, facendo sì che le donne ne indovinino senza successo l'identità. Alla festa, Ann Woodward e suo figlio si imbattono nella festa con lei che vuole che lui interrompa la sua campagna diffamatoria nei suoi confronti. Alla fine della serata, Capote ha delle allucinazioni mentre balla con la madre defunta.
- Guest star: Marin Ireland (Katharine Graham), Alison Wright (Pamela Harriman), Pawel Szajda (Albert Maysles), Yuval David (David Maysles), Hudson Oz (Jimmy Woodward), Patrick Breen (Jacob Horn), Jessica Lange (Lillie Mae Faulk).
- Ascolti USA: telespettatori 298 000 – rating 18-49 anni 0,04%[3]

## È impossibile
- Titolo originale: It's Impossible
- Diretto da: Gus Van Sant
- Scritto da: Jon Robin Baitz

### Trama
Babe continua la radioterapia al Memorial Sloan Kettering Cancer Center, ma riceve brutte notizie sui suoi progressi. Mentre affronta una dura realtà, Babe perdona il marito e sembra essere intenta a perdonare Truman, con grande costernazione di Slim. Slim cerca di calunniare Truman sulla stampa, mentre il resto dei Cigni scoraggia i suoi sforzi. Truman completa il suo periodo di riabilitazione, ma ricade rapidamente e torna da John O'Shea e dalle sue vecchie abitudini.
- Guest star: Ned Van Zandt (Bernard Magnin).
- Ascolti USA: telespettatori 259 000 – rating 18-49 anni 0,03%[3]
- Nota: l'episodio è dedicato alla memoria di Treat Williams, deceduto nel giugno 2023.

## La vita intima segreta dei cigni
- Titolo originale: The Secret Inner Lives of Swans
- Diretto da: Max Winkler
- Scritto da: Jon Robin Baitz

### Trama
Nel 1975, Babe legge l'articolo dell'Esquire e discute con Bill sulla sua mancanza di discrezione nella scelta delle sue amanti. Scoraggiato da una conversazione con Bill Paley, Truman tenta il suicidio. Riceve una telefonata da James Baldwin, che conosce, e James lo invita a pranzo a La Côte Basque. James offre a Truman supporto emotivo e lo incoraggia a diventare sobrio. Mentre discutono dei comportamenti dei cigni selvatici e li confrontano con i comportamenti negativi e dolorosi dei Cigni di Truman, Truman ricorda dettagli salaci che non ha incluso nell'articolo. Truman si sveglia il giorno dopo (dal suo tentativo di suicidio) con gli stessi vestiti che indossava prima della giornata trascorsa con Baldwin, sottintendendo che l'incontro è stato un sogno, e continua a scrivere il suo libro. Quella sera, dopo aver detto a Jack che questo è il suo miglior scritto di sempre, mangia un cigno arrosto a lume di candela.
- Guest star: Chris Chalk (James Baldwin), Will Hochman (Matt).
- Ascolti USA: telespettatori 342 000 – rating 18-49 anni 0,06%[3]

## Cappelli, guanti e omosessuali leziosi
- Titolo originale: Hats, Gloves and Effete Homosexuals
- Diretto da: Gus Van Sant
- Scritto da: Jon Robin Baitz

### Trama
Truman consiglia lo styling professionale di Kate Harrington, la figlia di John O'Shea che ha preso sotto la sua ala come protetta, e la spinge a imitare il look di Babe per il suo prossimo servizio fotografico con Richard Avedon. Sia Lee che Dick incoraggiano Kate a non permettere a Truman di controllare la sua immagine. Kate ama e ammira Truman, ma inizia a essere delusa dal suo stile di vita irresponsabile e dalla sua ricaduta nell'alcol. Nel frattempo, sia Truman che i Cigni lottano con la loro età avanzata e la loro scarsa rilevanza nella scena sociale mentre i loro negozi e le loro mode preferite diventano obsoleti. Truman prende un rozzo riparatore come amante per un breve periodo, solo per scoprire che la relazione non è appagante. Trincerato nella minaccia di una causa da parte di Gore Vidal, che aveva diffamato in televisione, Truman sceglie di sottoporsi a un intervento di chirurgia plastica e in seguito riprende a scrivere, ricordando con nostalgia i tempi più felici con i suoi Cigni.
- Guest star: Vito Schnabel (Rick), Jeffrey Grover (Richard Avedon), David Pittu (Norman).
- Ascolti USA: telespettatori 281 000 – rating 18-49 anni 0,04%[3]

## Bellissima Babe
- Titolo originale: Beautiful Babe
- Diretto da: Jennifer Lynch
- Scritto da: Jon Robin Baitz

### Trama
Babe, sempre più fragile, scopre di avere solo sei mesi di vita e fa pace con la sua mortalità. Muore in estate, circondata dalla sua famiglia, e ha una visione morente di riunirsi a Truman, che elogia come una delle relazioni più grandi e importanti della sua vita.I Cigni partecipano al suo funerale, da cui Truman è stato bandito, e iniziano a prendere strade separate. Truman, addolorato per Babe e pentito del loro fallimento nel riconciliarsi, cade nuovamente nell'alcolismo e nell'abuso di droghe, culminando in un'apparizione disastrosa e incoerente nel talk show di Stanley Siegel. Jack taglia i ponti con lui e lo lascia con Joanne Carson, l'unica amica rimasta di Truman. Joanne cerca di supportare gli sforzi di scrittura di Truman, ma Truman continua invece a bere molto mentre la sua salute declina. Ha allucinazioni di Babe che lo conforta mentre muore per insufficienza d'organo, e Joanne informa Jack che le ultime parole di Truman sono state "Bellissima Babe".
- Guest star: Vito Schnabel (Rick), Ned Van Zandt (Bernard Magnin), Roya Shanks (Louisa Firth), Jared Reinfeldt (Nick Barden), Dennis Staroselsky (Stanley Siegel).
- Ascolti USA: telespettatori 297 000 – rating 18-49 anni 0,04%[3]

## Il perdono del fantasma
- Titolo originale: Phantasm Forgiveness
- Diretto da: Gus Van Sant
- Scritto da: Jon Robin Baitz

### Trama
Nel 1984, Truman visita la tomba di Babe e ci si sdraia sopra, desiderando ardentemente di riunirsi a lei. In seguito visita l'appartamento di Jack mentre cerca di essere sobrio, e i due si riconciliano prendendo le proprie strade mentre Truman giura di finire "Preghiere esaudite" come scusa per le sue ex amiche. Mentre scrive, immagina se stesso riconciliarsi con i Cigni esaudendo disinteressatamente i loro desideri più profondi. Tra un capitolo e l'altro, ha una visione della madre combattiva, che lo spinge di nuovo a bere e a usare droghe. Durante uno di questi episodi, ricorda il suo suicidio e ha allucinazioni di Ann, che lo informa che "Preghiere esaudite" non ripristinerà mai le sue amicizie, poiché lo ha scritto con l'intento di distruggere l'alta società per vendetta per sé stesso e per la madre emarginata. Così Truman distrugge il manoscritto completato in segreto e parte per il suo ultimo soggiorno con Joanne. Nel 2016, le ceneri di Truman vengono vendute all'asta per 45.000 dollari (alla presenza di Kate Harrington), mentre i fantasmi dei Cigni criticano l'accaduto.
- Guest star: Jared Reinfeldt (Nick Barden) e Jessica Lange (Lillie Mae Faulk).
- Ascolti USA: telespettatori 307 000 – rating 18-49 anni 0,04%[3]